# Wagenhallen (Stuttgart)

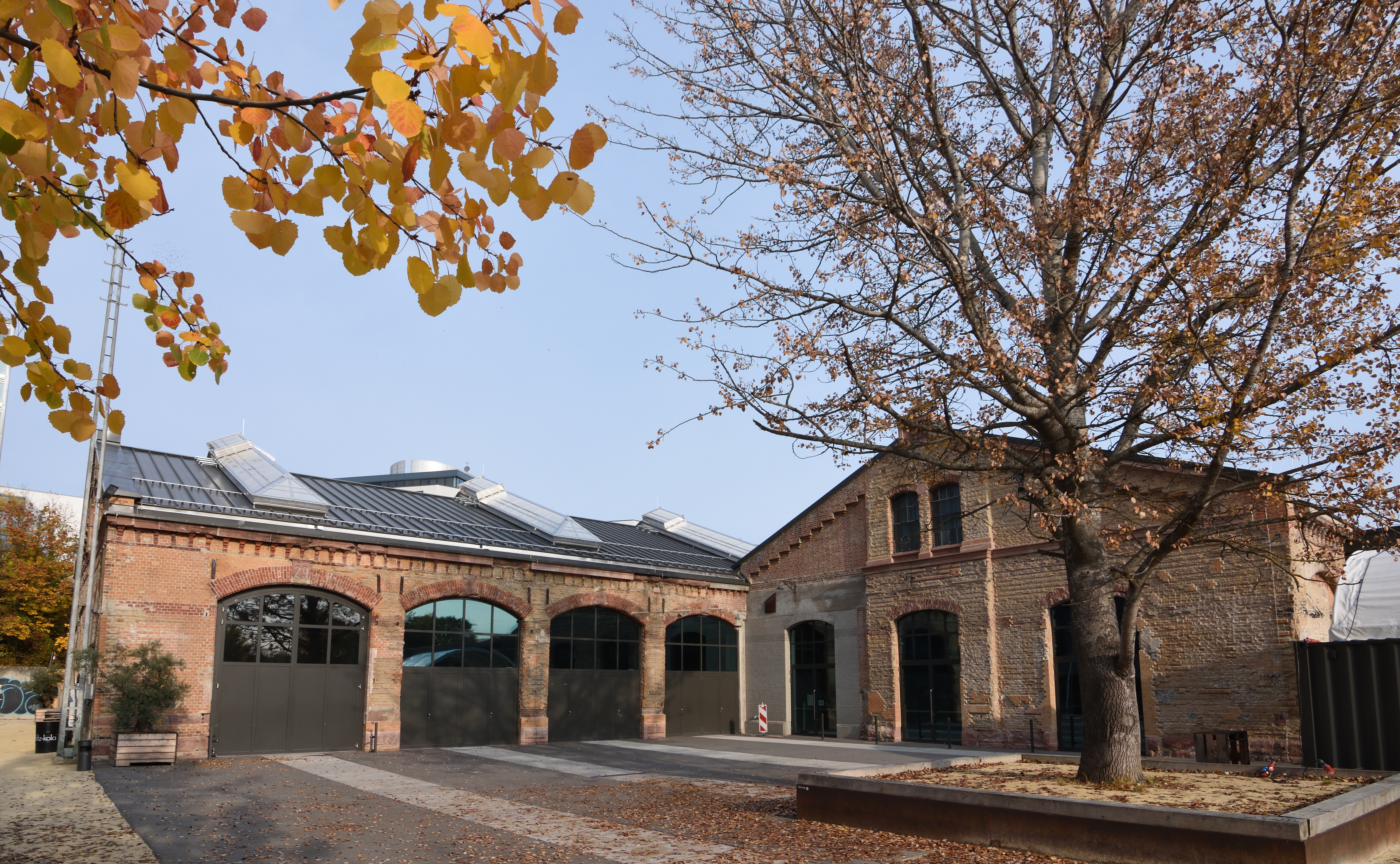
Südseite mit Veranstaltungshalle (links) und Gaststättenbereich (rechts)

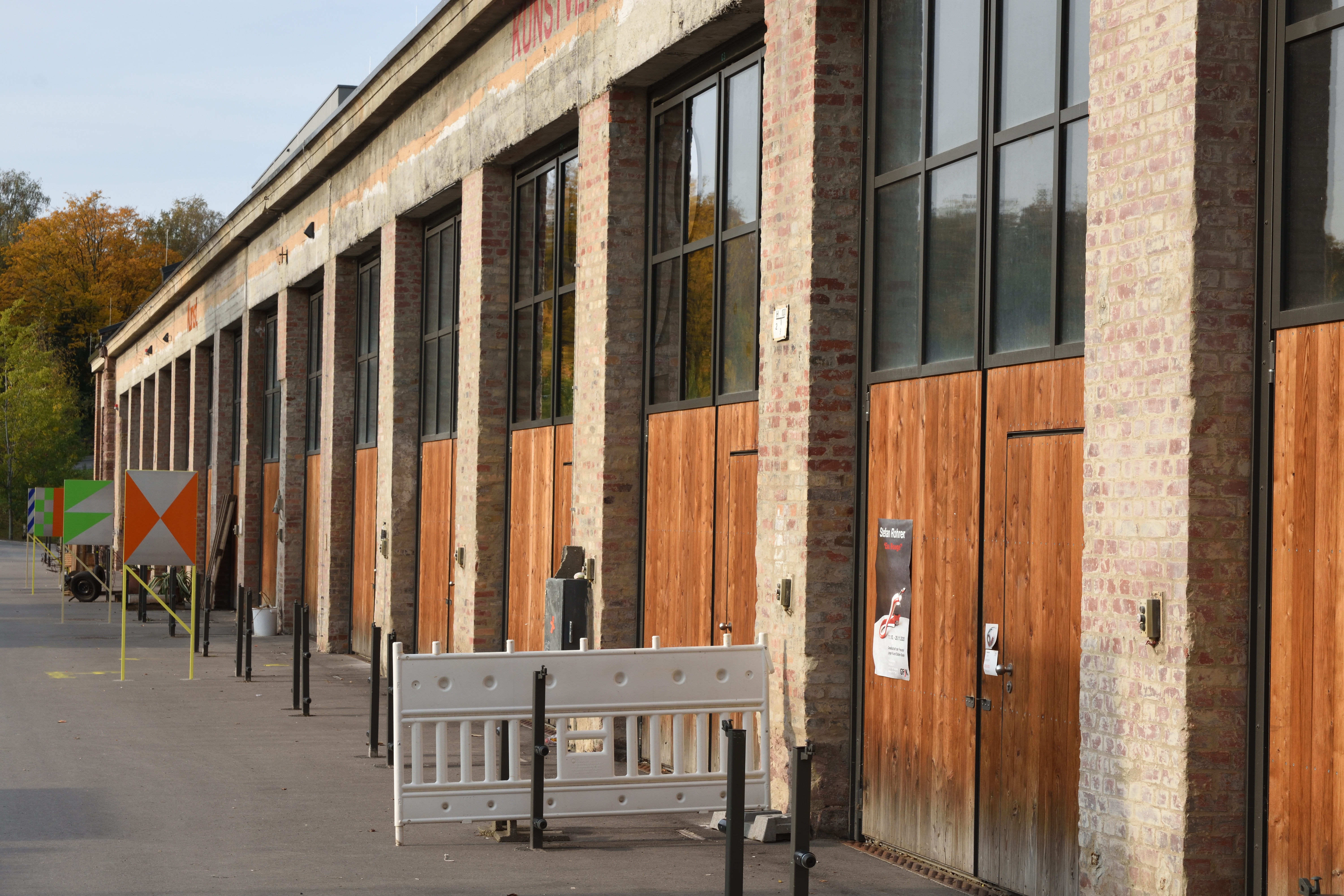
Südostseite mit Ateliers

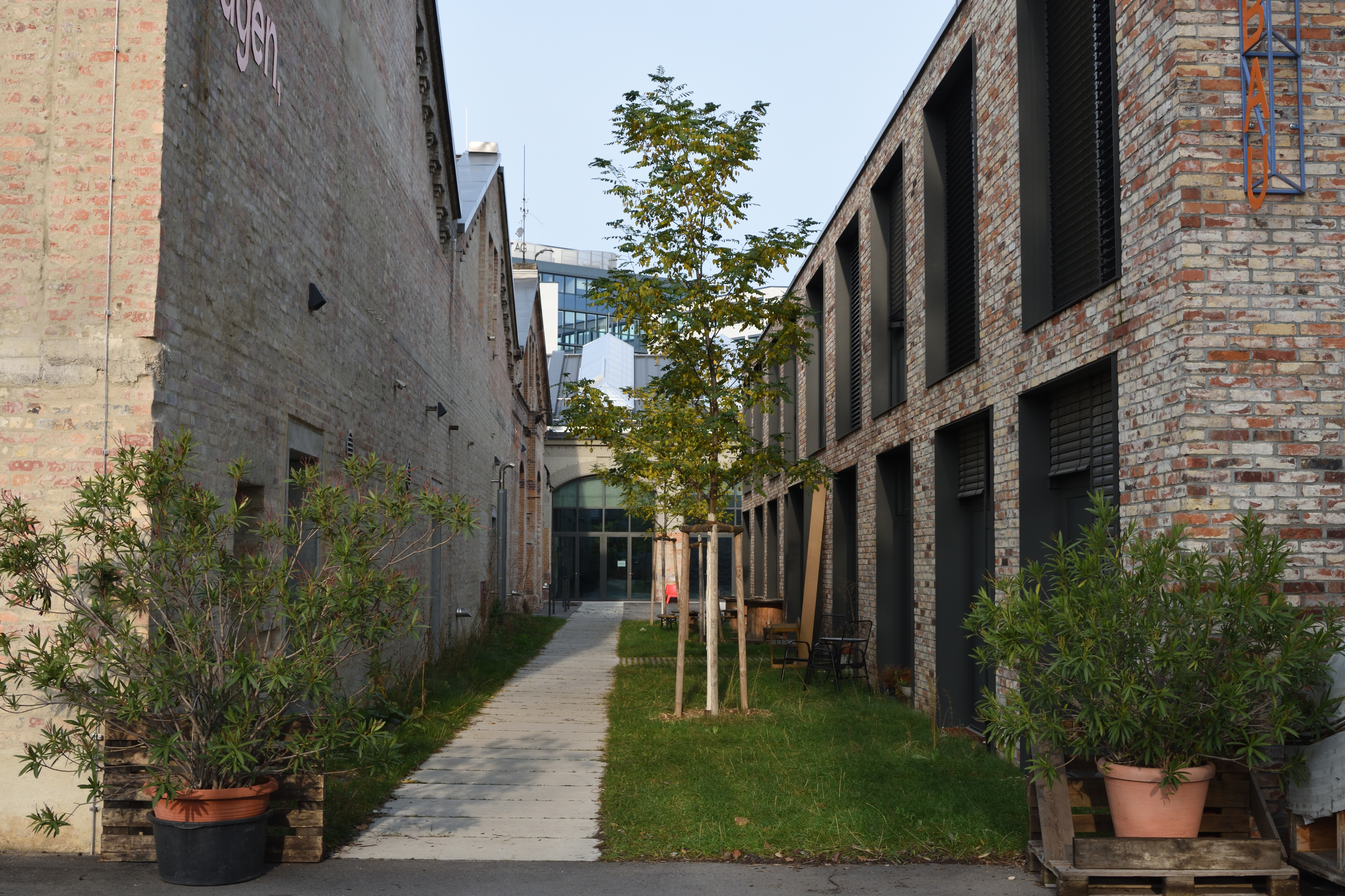
Gasse zwischen altem Hallengebäude und Neubau

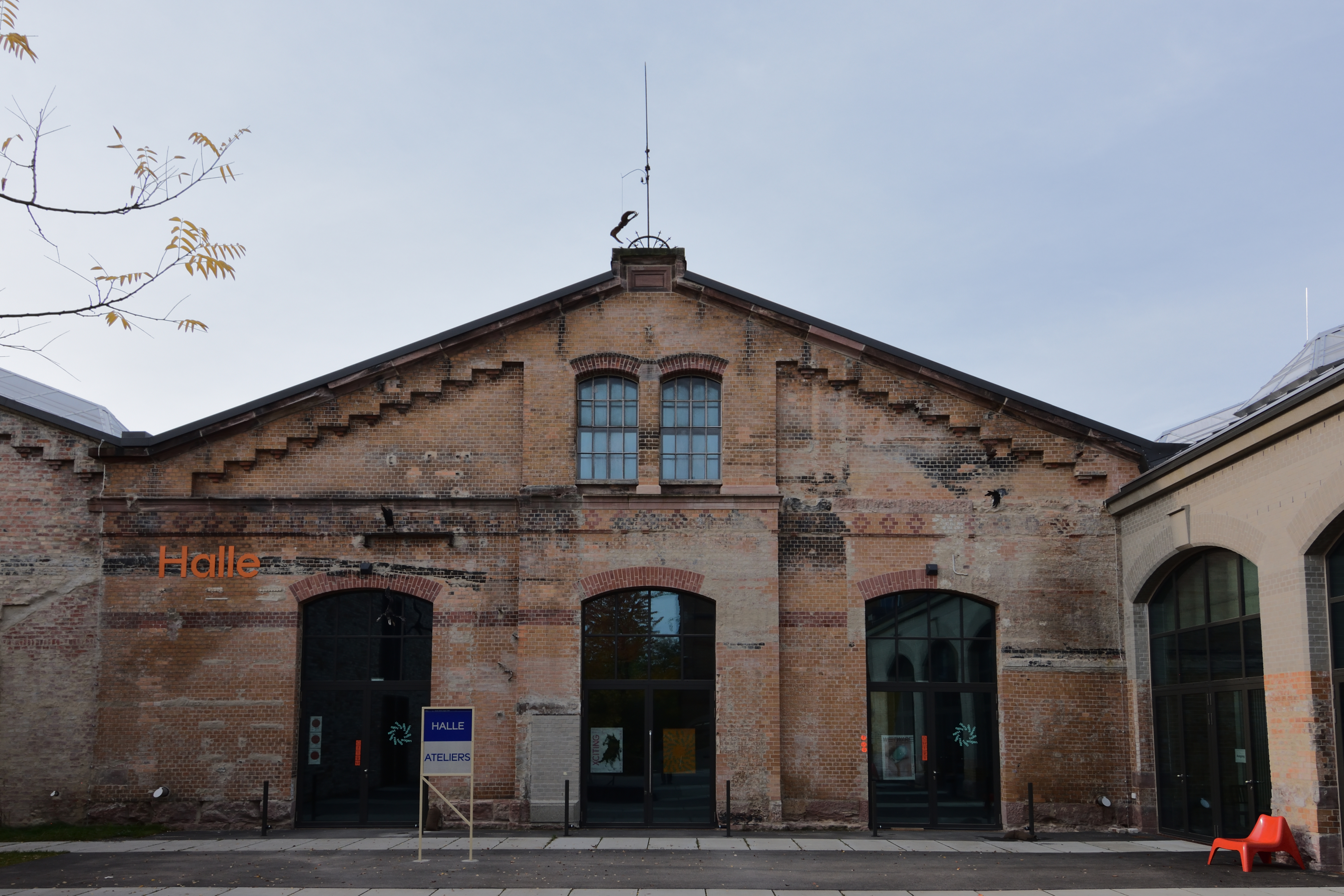
Gebäude im nördlichen Bereich

Die Wagenhallen sind ein Kultur- und Veranstaltungszentrum im Stuttgarter Bezirk Stuttgart-Nord.

## Geschichte
Die Wagenhallen am Inneren Nordbahnhof wurden in den 1890er Jahren als Abstellhallen und Reparaturwerkstatt für Lokomotiven und Eisenbahnwaggons erbaut. In den 1930er und 1960er Jahren wurde die Anlage mehrfach umgebaut. Auch Omnibusse wurden dort repariert und gewartet, bis 2003 die Stadt Stuttgart das Areal übernahm.
2006 wurden die Wagenhallen an Künstler und Kulturschaffende vermietet, dies war jedoch als Übergangslösung vorgesehen. Das Areal sollte für das Projekt Stuttgart 21 geräumt werden, 2011 wurde dies angekündet. Die geplante Maßnahme stieß jedoch auf Widerstand der ansässigen Künstler. Zudem diente die große Halle als Veranstaltungsort für Aufführungen und Feste. 2014 war der Außenminister und spätere Bundespräsident Frank-Walter Steinmeier Gast bei einer Podiumsdiskussion.
2015 beschloss der Gemeinderat die Sanierung der Gebäude, da Brandschutz und Statik nicht mehr gewährleistet waren. Mit der Planung und Umsetzung wurde das Architekturbüro Atelier Brückner beauftragt. Der Großteil der Gebäude mit historischen Fassaden blieb erhalten. Das Dach wurde, unter Beibehaltung der eigentlichen Dachkonstruktion, durch ein leichteres ersetzt. Zwischen der Veranstaltungshalle und den Ateliers wurde eine Brandschutzmauer eingezogen.
Ein ergänzender Neubau schuf weitere Räume für Ateliers und Werkstätten.

## Kultur- und Veranstaltungszentrum
Die Umbaumaßnahmen waren 2019 abgeschlossen. Die modernisierten und sanierten Wagenhallen umfassen:
- Eine 4050 m² große Veranstaltungshalle mit bis zu 2100 Stehplätzen;
- 9500 m² große Atelier‐ und Werkstattflächen;
- die 450 m² große Tanzschule.

Während der Sanierung des Opernhauses soll die Stuttgarter Staatsoper in die Nachbarschaft der Wagenhallen umziehen, wo ein Containerdorf und eine provisorische Spielstätte in Modulbauweise vorgesehen ist. Aufgrund der Covid-19-Pandemie fanden im Jahr 2020 Aufführungen der Staatsoper im Freien vor den Wagenhallen statt.

## Auszeichnungen
- 2019: Auszeichnung Beispielhaftes Bauen der Architektenkammer Baden‐Württemberg[7]
- 2020: Otto‐Borst‐Preis für Stadterneuerung des Forum Stadt Netzwerk historische Städte e.V., Esslingen am Neckar[7]
- 2020: Iconic Award für innovative Architektur,  Auszeichnung Best of Best[7]
- 2021: Hugo-Häring-Preis des BDA Baden-Württemberg in der Kategorie „Kulturzentren“[10]